# 1 Centauri
1 Centauri (1 Cen / i Centauri) es una estrella en la constelación de Centaurus de magnitud aparente +4,23. Se encuentra a 63 años luz de distancia del sistema solar.

## Características
1 Centauri es una estrella blanco-amarilla de tipo espectral F2V —clasificada también como subgigante de tipo F3IV— con una temperatura efectiva de 6730 K.
Sus características físicas no son muy diferentes a las de estrellas más conocidas como Rijl al Awwa (μ Virginis), η Leporis o β Trianguli Australis.
Su masa es aproximadamente un 43 % mayor que la masa solar y tiene una edad estimada de 1800 millones de años.
Su velocidad de rotación proyectada es de 64 km/s, siendo su período de rotación igual o inferior a 1,69 días.
1 Centauri es una binaria espectroscópica con un período orbital de 9,945 días.
La acompañante, con una masa estimada de solo 0,08 masas solares, se halla justo por encima del límite que define a una enana roja —por debajo de 0,08 masas solares no es ya una estrella, sino una enana marrón—.

## Composición elemental
1 Centauri presenta una metalicidad un 11 % inferior a la del Sol ([Fe/H] = −0,05).
En general, su composición química difiere de la solar en cuanto a que diversos elementos, como vanadio, bario, europio y neodimio, son «sobreabundantes» —este último 2,6 veces más abundante— mientras que otros son deficitarios. Entre éstos cabe señalar al lantano, cuyo contenido relativo equivale a una tercera parte del existente en el Sol.

## Posible variabilidad
Se sospecha que 1 Centauri puede ser una estrella variable de tipo Delta Scuti, y por ello recibe la denominación provisional de variable NSV 19951. La amplitud de su variación es pequeña, del orden de 0,02 magnitudes.
Asimismo, forma parte del grupo de las Híades, asociado con el cúmulo del mismo nombre en la constelación de Tauro.